# Jerry Colonna
Jerry Colonna, właśc. Gerardo Luigi Colonna (ur. 17 września 1904 w Bostonie, zm. 21 listopada 1986 w Woodland Hills) – amerykański muzyk, aktor, komik, piosenkarz, tekściarz i puzonista pochodzenia włoskiego. Wystąpił w roli szalonego pomocnika Boba Hope’a w programach radiowych i filmach z lat czterdziestych i pięćdziesiątych XX wieku. Użyczył także głosu Marcowemu Zającowi w animowanym filmie Walta Disneya Alicja w Krainie Czarów (1951).
Otrzymał własną gwiazdę w Alei Gwiazd w Los Angeles znajdującą się przy 1645 Vine Street.

## Filmografia
- 1940: Droga do Singapuru jako Achilles Bombanassa
- 1942: Star Spangled Rhythm jako Colonna – Bob Hope Skit
- 1946: Make Mine Music jako narrator (segment „Casey at the Bat”) (głos)
- 1947: Droga do Rio jako kapitan kawalerii Colonna
- 1951: Alicja w Krainie Czarów jako Marcowy Zając (głos)
- 1962: Droga do Hong Kongu jako człowiek oglądający mecz